# Suzanne Langerová
Susanne Katherina Langer, rozená Knauth (20. prosince 1895, New York, USA – 17. července 1985, Old Lyme, USA) byla americká filosofka mysli a estetiky, kterou ovlivnili především Ernst Cassirer a Alfred North Whitehead. Byla jednou z prvních žen, jež dosáhla akademické kariéry v oblasti filosofie a první veřejně a profesionálně uznaná americká filosofka. Nejvíce se proslavila svou knihou z roku 1942 Philosophy in a New Key.

## Život
Langerová se narodila na Manhattanu jako dcera německých imigrantů, právníka Antonia Knauth a Else M. (Uhlichové) Knauthové. Doma hovořili výhradně německy. Své první formální vzdělání získala na soukromé škole Veltin. Studovala na Radcliffe College, kde v roce 1920 získala bakalářský titul a v roce 1926 doktorát. Alfred North Whitehead byl jejím disertačním poradcem. Později vyučovala na Radcliffe, Wellesley College, Smith College a Columbia University a jako hostující přednášela na dalších školách. V roce 1941 se setkala s Ernstem Cassirerem jehož práce The Pilosophy of Symbolic Forms silně ovlivnila směr jejího myšlení. Cassirer a Langerová zůstali v blízkém kontaktu až do jeho smrti v roce 1945.
V roce 1921 se vdala za Williama Langera pozdějšího profesora historie na Harvardu. Měli dva syny, Leonarda (* 1922) a Bertranda (* 1925). Na konci 30. let se s manželem rozešli a byli rozvedeni v roce 1942.
V letech 1952 až 1962 byla Langerová profesorkou filosofie na Connecticut College. Roku 1960 byla přijata do Americké akademie umění a vědy. V roce 1956 jí byl udělen grant od nadace E. J. Kaufmanna, která jí umožnila věnovat se po zbývajících 25 let života výzkumu a psaní.
Suzanne Langerová zemřela ve městečku Old Lyme ve státě Connecticut 17. července 1985 po dokončení třetího svazku svého pojednání Mind: An Essay on Human Feeling (Mysl: Esej o lidském cítění).

## Filosofie
Filosofické práce Langerové se zabývají zkoumáním kontinuálního procesu lidské mysli při tvorbě významů skrze mohutnost “vidění” jedné věci jako věci jiné. První větší práce Langerové, Philosophy in a New Key předkládá myšlenku, jež se dnes již stala běžnou: a sice, že existuje základní a vše prostupující lidská potřeba symbolizovat, vytvářet významy a svůj svět osmyslňovat. Zpočátku se zabývala kritikou positivismu, její první dílo je studií lidského myšlení, postupujíc od sémantické teorie přes filosofii hudby až po nástin teorie pro všechny druhy umění. Pro Langerovou je lidská mysl “soustavní činitelem dění v procesu symbolické transformace empirických poznatků, jež do ní vcházejí,” což způsobuje, že se mysl stává “opravdovou fontánou více či méně spontánních představ”.